# Transmisión hidrostática

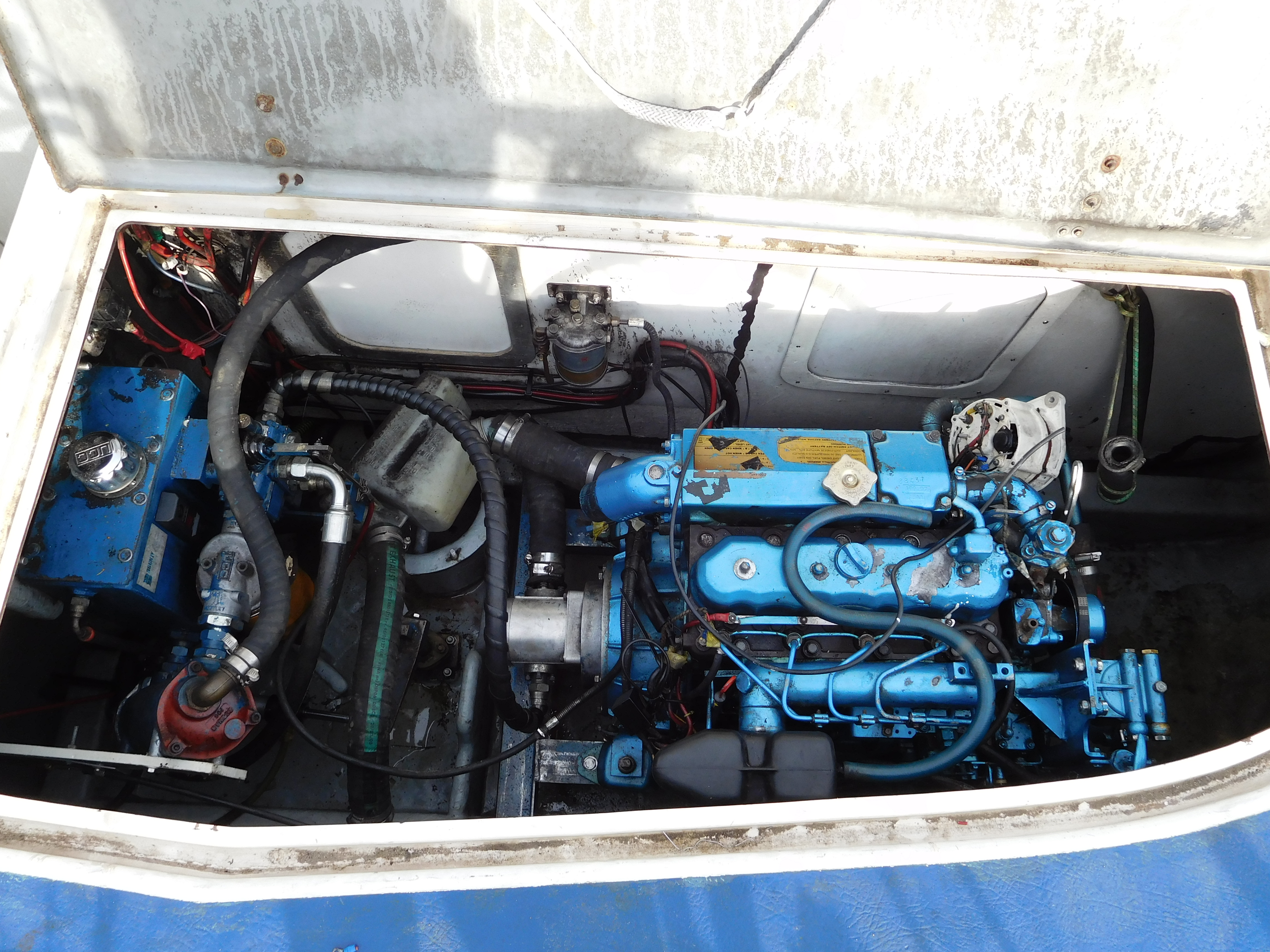
Motor diésel marino con transmisión hidrostática de potencia a la hélice.

La transmisión hidrostática de potencia se basa en un circuito con un fluido (generalmente aceite) a alta presión y baja velocidad (fluido casi estático que puede considerarse estático en los cálculos; de ahí el origen del nombre).  El circuito típico consta de un motor primario externo, una bomba hidrostática, un motor hidrostático y las conducciones, válvulas y mandos adecuados para cada función.
El uso de las transmisiones hidrostáticas es muy variado. Desde las prensas hidráulicas hasta las transmisiones de velocidad variable, pasando por las transmisiones de todo tipo de vehículos industriales y barcos.
Las transmisiones hidrostáticas propiamente dichas sirven para transmitir potencia de forma continua desde una fuente de potencia primaria hasta un elemento final. En los actuadores y similares, la transmisión es generalmente intermitente. 

## Circuitos abiertos y cerrados
La clasificación más inmediata de los sistemas hidrostáticos los divide en circuitos abiertos y cerrados. 

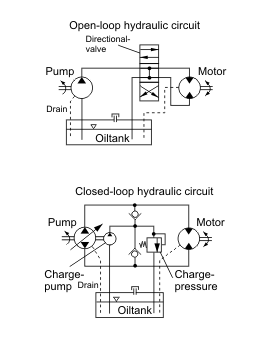
.

### Circuitos abiertos

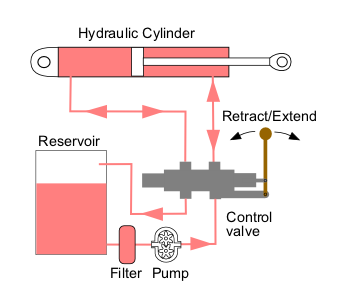
Circuito hidráulico abierto para un cilindro de doble acción.

Un circuito abierto consta de un depósito de aceite, una bomba y un cilindro (o motor hidráulico). La bomba toma el aceite del depósito, le da presión y la envía a una válvula de distribución. La válvula permite el paso del aceite hacia la parte activa del cilindro y envía el aceite de la parte pasiva del cilindro de regreso al depósito. 
Los circuitos abiertos son prácticos cuando es necesario accionar varios dispositivos de poca potencia (cilindros, actuadores o motores) con una bomba única. En una misma aplicación (por ejemplo en un vehículo) a menudo complementan los circuitos cerrados empleados en las transmisiones de grandes potencias.

### Circuitos cerrados
En los circuitos cerrados el aceite va desde la bomba al motor (tramo de presión) y desde el motor devuelve a la bomba (tramo de retorno) sin pasar por el depósito. Los circuitos cerrados incorporan un depósito y otros accesorios. En cada caso, la disposición puede variar en los detalles.

## Componentes
Los elementos constitutivos de una transmisión hidrostática son los siguientes:
- Fuente primaria de potencia: puede ser manual, un motor eléctrico o un motor térmico
- Líquido: agua, aceite mineral.
- Bomba hidrostática
- Conductas
- Motor hidrostático
- Válvulas: de mando, de seguridad, antiretorno, etc.
- Accesorios: depósito, filtros, radiadores,  instrumentos indicadores, ... etc.

## Ejemplos
Las variantes de transmisiones hidráulicas y sus componentes son muchas. Algunos ejemplos de conjuntos y partes se mencionan a continuación.
|  | Un gato hidráulico es uno de los ejemplos más sencillos de circuito abierto. La bomba es un pequeño pistón que dirige el aceite del depósito hacia un pistón elevador. Una válvula de retención impide el descenso del pistón elevador. Accionando la palanca repetidamente es posible mover el pistón elevador hasta su posición más alta. El descenso se provoca abriendo una válvula que permite la vuelta de aceite hacia el depósito. La pequeña sección de esta válvula impide que la bajada bajo una carga pesada sea demasiado rápida. |

| </img> | Durante muchos años los automóviles deportivos disponían de frenos hidráulicos sin siervo. Porsche, en su modelo 911, mantuvo muchos años un sistema sin siervo. Desde 1964 hasta 1976. |

| </img> | Las bombas de pistones axiales son frecuentes en las transmisiones hidrostáticas. La de la figura es de constante cilindrada. |

| </img> | Muy habituales en transmisiones de vehículos pesados. El motor de la figura está pensado para actuar incorporado en la rueda (una de las ruedas; con cuatro ruedas motrices cada rueda tiene su motor) en la disposición llamada “hub motor” en inglés. |

| </img> | Una forma popular de segadoras de césped de alta gama se basa en un motor de combustión interna y una transmisión hidrostática de velocidad variable. |

| </img> | Esta motocicleta se fabricó entre 2008 y 2010 y disponía de una transmisión CVT. Con un peso del orden de 270 kg y 45.6 hp (34.0 kW)@ 7300 rpm podía alcanzar 182 km/h. |